# Otto Dix
Otto Dix (Gera, 2 de dezembro de 1891 — Singen, 25 de julho de 1969) foi um pintor expressionista alemão. Veterano da Primeira Guerra Mundial, sua obra é dominada pela temática antibélica. Pintou um famoso tríptico onde retrata a miséria do pós-guerra nos anos 1930 e o aparecimento do jazz: Os Noctívagos (1927-1928).

## Biografia

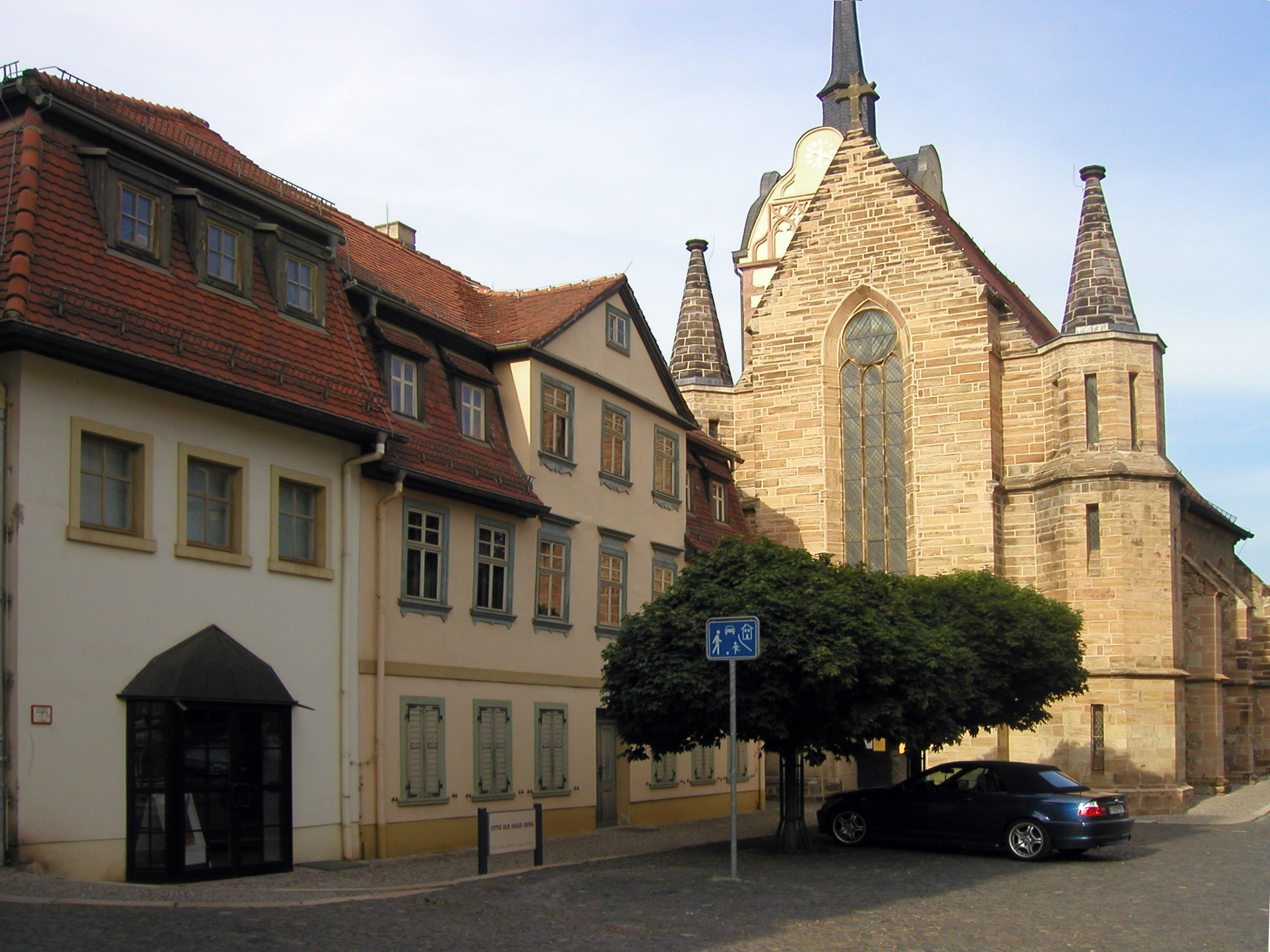
A casa de Otto Dix em Gera

Filho de Franz Dix (1862-1942) e Louise Amann (1864-1953) nasceu em Gera, Alemanha, em 1891. Depois do ensino fundamental trabalhou localmente até 1910 quando se tornou um estudante na Escola Dresden de Artes e Ofícios. Para ajudar em sua educação, aceitou comissões e pintou retratos de pessoas locais.

### Carreira
No desencadeamento da Primeira Guerra Mundial em 1914 Dix se voluntariou para o Exército Alemão e foi designado para um regimento de artilharia de campo em Dresden. No Outono de 1915 Dix foi enviado para a Frente Ocidental quando serviu como um oficial não-comissionado com uma unidade metralhadora. Estava no Somme durante a ofensiva aliada maior durante o Inverno de 1916. Dix foi ferido várias vezes durante a guerra. Em uma ocasião quase morreu quando um estilhaço de granada o atingiu no pescoço.
Em 1917 lutou na Frente Oriental e depois de a Rússia negociar a paz com a Alemanha, Dix retornou para a França onde participou da Ofensiva de Primavera Alemã. Até o fim da guerra em 1918 Dix tinha ganho a Cruz de Ferro (segunda classe) e alcançou o posto de vice-sargento-major.
Depois da guerra Dix desenvolveu visões de esquerda e suas pinturas e desenhos se tornaram gradativamente políticos. Como outros artistas alemães como John Heartfield e George Grosz, Dix se revoltou com a maneira com que os ex-soldados feridos e aleijados eram tratados na Alemanha. Isto se refletiu nas suas pinturas como Aleijados na Guerra (1920), Açougue (1920) e Ferido na Guerra (1922).
Em 1923, a pintura de Dix, A Trincheira foi adquirida pelo Museu Wallraf-Richartz. Quando a pintura foi exibida em 1924 a sua retratação de corpos decompostos em uma trincheira alemã criou tanto alarde público que o diretor do museu, Hans Secker, foi obrigado a pedir demissão.
Em 1924, Dix se juntou com outros artistas que tinham lutado na Primeira Guerra Mundial para uma exibição móvel de pinturas chamada Chega de Guerra! Dix também produziu um livro de gravuras, [[Guerra (1924) que foi mais tarde descrita por um crítico como “talvez a maior e mais poderosa declaração anti-guerra da arte moderna”.
Durante este período, Dix fez grande uso de fotografias tiradas de soldados alemães que foram severamente desfigurados pela guerra. Muitas dessas fotografias foram mais tarde usadas por outro artista alemão anti-guerra, Ernst Friedrich em seu livro Guerra Contra a Guerra! (1924).
Dix trabalhou por seis anos no que é considerado suas duas grandes obras-primas, Metrópole (1928) e Guerra de Trincheiras (1932). No painel do lado esquerdo de Metrópole, Dix se mostra como um aleijado na guerra entrando em Berlim e sendo recepcionado por uma fileira de prostitutas que o chamavam. Guerra de Trincheiras também é tripla (uma pintura com três painéis lado a lado) e trata mais diretamente da Primeira Guerra Mundial. O painel da esquerda mostra soldados alemães marchando para longe da guerra, o painel central é uma cena de casas destruídas e corpos entrelaçados, e o painel do lado direito mostra soldados se esforçando para voltar para casa vindo da guerra.
Em 1933, Adolf Hitler chegou ao poder na Alemanha. Hitler e seu governo nazista não gostavam das pinturas anti-militares de Dix e providenciaram que fosse demitido de seu posto como tutor de arte na Academia Dresden. A carta de demissão de Dix dizia que seu trabalho “ameaçava minar a vontade do povo alemão de se defender”.
Dix saiu de Dresden e foi viver perto do Lago Constance no sudeste da Alemanha. Logo depois, duas das pinturas de Dix, A Trincheira e Aleijados na Guerra, apareceram em uma exibição nazista para descreditar a arte moderna. A apresentação chamada Reflexos da Decadência foi realizada na Câmara Municipal de Dresden. Mais tarde, várias das pinturas anti-guerra de Dix foram destruídas por autoridades nazistas na Alemanha.
Dix respondeu à exibição Reflexos da Decadência pintando outra poderosa pintura anti-guerra, Flanders (1934). Inspirada por uma passagem de Le Fe, um romance da Primeira Guerra Mundial escrito pelo soldado francês, Henri Barbusse, a pintura mostra uma cena da Frente Ocidental. Na pintura cadáveres flutuam em um rio cheio de cartuchos de balas enquanto aqueles soldados ainda vivos se assemelham com tocos de árvores apodrecidos.
Depois que os nazistas subiram ao poder, os artistas na Alemanha só podiam trabalhar, comprar materiais ou mostrar seu trabalho, se fossem membros da Câmara Imperial de Belas Artes. A associação era controlada pelo governo nazista e em 1934, Dix obteve a permissão de se tornar um membro entre troca de concordar em pintar paisagens ao invés de assuntos políticos.
Apesar de Dix principalmente pintar paisagens durante este período, ainda produzia pinturas ocasionais que continham ataques codificados ao governo nazista. Em 1938 várias dessas pinturas, incluindo Flanders, apareceram em uma exibição de um homem em Zurique.
Em 1939, Dix foi preso e indiciado com envolvimento em um complô contra a vida de Hitler. Entretanto, foi consequentemente solto e as acusações foram retiradas. Na Segunda Guerra Mundial Dix foi recrutado no Volkssturm (Guarda Nacional Alemã). Em 1945. Dix foi forçado a se juntar ao Exército Alemão e no fim da guerra foi capturado e posto em um campo para prisioneiros de guerra.
Solto em Fevereiro de 1946, Dix retornou para Dresden, uma cidade que foi virtualmente destruída por bombardeio pesado. A maioria das pinturas pós-guerra de Dix eram religiosas. Entretanto, pinturas como Emprego (1946), Máscaras em Ruínas (1946) e Ecce Homo II (1948) lidavam com o sofrimento causado pela Segunda Guerra Mundial. Otto Dix morreu em 1969.